# Kevarrius Hayes
Kevarrius Hayes, né le 5 mars 1997, à Live Oak en Floride, est un joueur américain de basket-ball. Il évolue au poste de pivot.

## Biographie
Non drafté en 2019, il commence sa carrière professionnelle en Italie avec le Pallacanestro Cantù.
Le 8 juin 2020, il s'engage avec Lyon-Villeurbanne. En juillet 2021, Hayes rejoint le Bursaspor Basketbol (en), club de première division turque.
En juillet 2022, Hayes signe un contrat d'une saison (avec une saison additionnelle en option) avec le Žalgiris Kaunas, club lituanien qui participe à l'EuroLigue.
Il rejoint ensuite le club du Paris Basketball en 2024, pour la première saison d'Euroligue de l'histoire du club,.
Le 30 juin 2025, hayes s'engage avec club de l'AS Monaco en signant un contrat de deux saisons. Il est lié au club jusqu'en juin 2027,.

## Palmarès
ASVEL Lyon-Villeurbanne :
- Vainqueur de la Coupe de France 2020-2021
- Champion de France 2020-2021

Paris Basketball :
- Champion de France en 2025
- Vainqueur de la Coupe de France 2025